# Ongeren
Ongeren is een buurtschap in de gemeente Texel in de provincie Noord-Holland.
Ongeren ligt net ten noorden van Den Burg en ten westen van De Waal op het Nederlandse waddeneiland Texel. Ongeren ontstond in de oude polder Ungherburen die tussen 1503 en 1532 werd ingepolderd. De buurtschap Ongeren die niet veel later ontstond werd toen nog Ungher genoemd. De naam komt van een Friese mansnaam. In 1637 stonden er zeven huizen in de buurtschap. Toen was de plaats bekend als Ungheren. De dijk die doorliep werd Ongherendijk, wat uiteindelijk leidde tot de naam Ongeren. In 1818 werd de dijk Ongerenweg en in 1850 Westelijk Ongerderweg genoemd. Tegenwoordig heet de weg Burenweg.
In Ongeren staat nog een boerderij uit 1928 die de oude naam Ungherburen draagt. De bewoners van Ongeren moesten in 1944 hun boerderijen verlaten, omdat Ongeren door de Duitsers gevorderd was en er een Wehrmachtsvesting werd gebouwd, "Stelling Ongeren" genaamd. Na de oorlog werd de plaats weer bewoond.
Dorpen en gehuchten: 't Horntje · De Cocksdorp · De Koog · De Waal · Den Burg · Den Hoorn · Oosterend · Oudeschild

Buurtschappen: Bargen · Burger Nieuwland · De Kuil · De Naal ·  De Nes · De Westen · Dijkmanshuizen · Driehuizen · Harkebuurt · Het Noorden · Midden-Eierland · Molenbuurt · Nieuweschild · Noord Haffel · Noorderbuurt · Ongeren · Oost · Spang · Spijkdorp · Tienhoven · Westergeest · Westermient · Zevenhuizen · Zuid-Eierland · Zuid Haffel

Noord-Holland: Steden en dorpen in Noord-Holland      Nederland: Provincies · Gemeenten